# 275 هـ
275 هـ هي سنة في التقويم الهجري امتدت مقابلةً في التقويم الميلادي بين سنتي 888 و889.

## مواليد
- أبو هاشم الجبائي عالم وفقيه من المعتزلة.
- حمزة الكناني

## وفيات
- أبو بكر المروذي
- المنذر بن محمد
- أبو داود
- محمد بن إسحاق الفاكهي